# CGGBP1
CGGBP1 (англ. CGG triplet repeat binding protein 1) – білок, який кодується однойменним геном, розташованим у людей на короткому плечі 3-ї хромосоми.  Довжина поліпептидного ланцюга білка становить 167 амінокислот, а молекулярна маса — 18 820.
| 10         |  | 20         |  | 30         |  | 40         |  | 50         |
| ---------- |  | ---------- |  | ---------- |  | ---------- |  | ---------- |
| MERFVVTAPP |  | ARNRSKTALY |  | VTPLDRVTEF |  | GGELHEDGGK |  | LFCTSCNVVL |
| NHVRKSAISD |  | HLKSKTHTKR |  | KAEFEEQNVR |  | KKQRPLTASL |  | QCNSTAQTEK |
| VSVIQDFVKM |  | CLEANIPLEK |  | ADHPAVRAFL |  | SRHVKNGGSI |  | PKSDQLRRAY |
| LPDGYENENQ |  | LLNSQDC    |  |            |  |            |  |            |

A: Аланін

C: Цистеїн

D: Аспарагінова кислота

E: Глутамінова кислота

F: Фенілаланін

G: Гліцин

H: Гістидин

I: Ізолейцин

K: Лізин

L: Лейцин

M: Метіонін

N: Аспарагін

P: Пролін

Q: Глутамін

R: Аргінін

S: Серин

T: Треонін

V: Валін

Кодований геном білок за функцією належить до фосфопротеїнів. 
Задіяний у таких біологічних процесах як транскрипція, регуляція транскрипції. 
Білок має сайт для зв'язування з ДНК. 
Локалізований у ядрі.